# Marie Tudor (film, 1936)
Pour les articles homonymes, voir Marie Tudor.
Pour plus de détails, voir Fiche technique et Distribution.
Marie Tudor (Tudor Rose) est un film britannique réalisé par Robert Stevenson, sorti en 1936.

## Synopsis
L'histoire du bref règne de Lady Jane Grey en tant que reine d’Angleterre lorsque le roi Henri VIII, sur son lit de mort, indique l’ordre de succession à la couronne avant qu'elle ne finisse décapiter en 1554.

## Fiche technique
- Titre original : Tudor Rose
- Titre français : Marie Tudor
- Réalisation : Robert Stevenson
- Scénario : Robert Stevenson et Miles Malleson
- Photographie : Mutz Greenbaum
- Musique : Hubert Bath
- Musique additionnelle et direction musicale : Louis Levy
- Pays d'origine : Royaume-Uni
- Format : Noir et blanc - 1,37:1 - Mono
- Genre : historique
- Date de sortie : 1936

## Distribution
- Cedric Hardwicke : Comte de Warwick
- Nova Pilbeam : Lady Jane Grey
- John Mills : Guilford Dudley
- Felix Aylmer : Edward Seymour (1er duc de Somerset)
- Leslie Perrins : Thomas Seymour
- Frank Cellier : Henri VIII
- Desmond Tester : Édouard VI
- Gwen Ffrangcon-Davies : Marie Tudor
- Martita Hunt : Frances Brandon - la mère de Jane
- Miles Malleson : Henry Grey (1er duc de Suffolk) - le père de Jane
- Sybil Thorndike : Ellen
- C.V. France : Homme du clergé (non crédité)
- John Laurie : John Knox (non crédité)
- John Turnbull : Arundel (non crédité)